# Xyrichtys wellingtoni
Xyrichtys wellingtoni е вид бодлоперка от семейство Labridae. Видът е уязвим и сериозно застрашен от изчезване.

## Разпространение и местообитание
Разпространен е във Франция (Клипертон) и Френска Полинезия.
Среща се на дълбочина от 18 до 19 m, при температура на водата около 27,8 °C и соленост 33,6 ‰.

## Описание
На дължина достигат до 7,2 cm.